# Viens boire un p'tit coup à la maison
Viens boire un p'tit coup à la maison est une chanson dite « à boire » ou hymne festif, sortie en 1986 en France par le groupe Licence IV, écrite et composée par Francis Vacher, Olivier Guillot et Jean-Jacques Lafon (sous le pseudonyme de J Falon). La chanson est restée treize semaines en tête du Top 50 en 1987. La chanson sera disque de platine et la meilleure vente de disques cette année-là en France.

## Classement
En 1987, le groupe Licence IV débarque sur les ondes françaises. Le 11 avril 1987, la chanson détrône de la première place On se retrouvera de Francis Lalanne pour s'y installer pendant treize semaines, soit plus de trois mois, pour être délogée à son tour par La Isla Bonita de Madonna. La chanson termine disque de platine ainsi que meilleure vente de 1987.

## Participants au clip
Le clip de la chanson du groupe Licence IV fait intervenir de nombreuses célébrités des années 1980, réunies autour d'une table, dont Paul Préboist, Dick Rivers, Patrick Sébastien, Carlos, Moustache, Sophie Darel, Éric Charden, Thierry Rey, Roger Zabel, ou encore Philippe Lavil.

## Parodies et reprises
La chanson a été parodiée par Bruno Blum sous le nom Viens fumer un p'tit joint à la maison.
En 1987, Le Grand Jojo, célèbre chanteur belge, enregistre une reprise du titre sur 45 tours, après avoir modifié les paroles des couplets. Celle-ci rencontrera un fort succès outre-quiévrain. La pochette mentionne la participation des « joyeux bituriers », sobriquet désignant le groupe de musiciens jouant sur l'enregistrement. En mai 2020, Le Grand Jojo s'autoparodie dans une version spéciale confinement qu'il diffuse sur sa page Facebook, intitulée « Allez reste encore un peu à la maison ».